# 佐藤克彦
佐藤 克彦（さとう かつひこ、1962年10月24日 - ）は東京都出身のギタリスト。

## 来歴
- 1986年、バンド「XIE-XIE」のメンバーとしてファンハウスよりメジャーデビュー。1987年12月に解散するまでにシングル5枚、アルバム2枚をリリースした。
- 1989年、バンド「KOZIMA」を結成。1991年5月1日にファンハウスより『TOKYO野郎』をリリース。1993年7月解散。
- 1992年、1994年渡米。
- 1994年よりフリーのミュージシャンとして活動。
- 2000年、神奈川県清川村に居を移す。
- 2005年5月、日本晴Recordsより『日倉士歳朗&佐藤克彦』でアルバム「海風」を発表。
- 2009年11月、everybuddys.comよりファーストソロアルバム「FOR YOU」を発表。
- 2010年6月、everybuddys.comよりセカンドソロアルバム「WAVE」を発表。
- 2015年、佐藤杏と「チチンプイプイ」結成。
- 2021年、六角精児バンドに参加。

## ディスコグラフィー
- FOR YOU（2009年11月28日）
- WAVE（2010年6月21日）
- テレパシー（2023年4月14日）※チチンプイプイ名義